# Oceanodroma
Oceanodroma és un gènere d'ocells marins de la família dels hidrobàtids (Hydrobatidae). Aquests petrells són ocells pelàgics que habiten principalment als oceans càlids i temperades de tot el món.

## Taxonomia
Aquest gènere no figura en algunes classificacions i les diverses espècies són incorporades a Hydrobates.
Segons la classificació del Congrés Ornitològic Internacional (versió 7.2, 2017) aquest gènere està format per 16 espècies vives:
- Oceanodroma microsoma - ocell de tempesta menut.
- Oceanodroma tethys - ocell de tempesta de les Galápagos.
- Oceanodroma castro - ocell de tempesta de Madeira.
- Oceanodroma monteiroi - ocell de tempesta de Monteiro.
- Oceanodroma jabejabe.
- Oceanodroma monorhis - ocell de tempesta de Swinhoe.
- Oceanodroma leucorhoa - ocell de tempesta boreal.
- Oceanodroma socorroensis.
- Oceanodroma cheimomnestes.
- Oceanodroma markhami - ocell de tempesta fumat.
- Oceanodroma tristrami - ocell de tempesta de Tristram.
- Oceanodroma melania - ocell de tempesta negre.
- Oceanodroma macrodactyla - ocell de tempesta de l'illa de Guadalupe. Extint.
- Oceanodroma matsudairae - ocell de tempesta de Matsudaria.
- Oceanodroma homochroa - ocell de tempesta cendrós.
- Oceanodroma hornbyi - ocell de tempesta de collar.
- Oceanodroma furcata - ocell de tempesta cuaforcat.